# حظ (فلم 2022)
حظ (بالإنجليزية: Luck) هو فيلم رسوم متحركة كوميدي لعام 2022 من إخراج بيغي هولمز ومن بطولة إيفا نوبلزادا، سايمون بيج، جين فوندا وووبي غولدبرغ، عرض الفيلم على منصة أبل تي في + في 5 أغسطس 2022.

## روابط خارجية
- مقالات تستعمل روابط فنية بلا صلة مع ويكي بيانات

لا توجد روابط لمواقع التواصل الاجتماعي.